# 川勝広次
川勝 広次（かわかつ ひろつぐ）は、江戸時代中期から後期の旗本。広氏流川勝家の5代当主。

## 生涯
延享元年（1744年）、藤堂良徳の二男として江戸に生まれ、後に川勝広勝の婿養子となった。明和元年（1764年）10月15日、初めて将軍徳川家治に謁見した。安永2年（1773年）12月27日、義父広勝の死去により、その家督（丹波国氷上郡内700石）を継いだ。
安永3年（1774年）2月25日、小姓組に列した。天明4年（1784年）11月18日、小納戸に進み、同年12月16日に布衣を着る事を許された。天明6年（1786年）3月7日、年賀のとき目貫と鍔を賜った。同年9月18日に将軍徳川家治が薨去し、同年10月26日、御遺物として刀掛を拝賜した。寛政7年（1795年）5月21日、将軍徳川家斉親筆「岩に蘭」の御絵を賜った。寛政9年（1797年）3月14日、二丸留守居となった。享和3年（1803年）閏正月25日、病気のため退職を許され、寄合に列した。文化元年（1804年）3月22日、61歳で没した。
嫡男の広英が25歳で早世していたため、家督は広英の嫡男の川勝広峰が継いだ。